# Sampaio Atlético Clube
Sampaio Atlético Clube foi uma agremiação esportiva da cidade do Rio de Janeiro.

## História
O clube disputou o Torneio Aberto de Futebol do Rio de Janeiro de 1937.

## Estatísticas

### Participações
| Competição          | Temporadas | Melhor campanha     | Estreia | Última | P | R |
| Torneio Aberto      | 1          | Desconhecido (1937) | 1937    | 1937   | – | – |
| Série B1 do Carioca | 1          | Desconhecido (1939) | 1939    | 1939   | – | – |